# Trevesia
Genre
Classification APG II (2003)
Trevesia est un genre de plantes à fleurs de la famille des Araliacées comporte une vingtaine d'espèces d'arbustes originaires d'Asie du Sud Est.

## Liste des espèces
Selon World Checklist of Selected Plant Families (WCSP) (16 octobre 2016) :
- Trevesia arborea Merr. (1934)
- Trevesia beccarii Boerl. (1887)
- Trevesia burckii Boerl. (1887)
- Trevesia lateospina Jebb (1998 publ. 1999)
- Trevesia longipedicellata Grushv. & Skvortsova (1984)
- Trevesia palmata (Roxb. ex Lindl.) Vis. (1842)
- Trevesia sphaerocarpa Grushv. & Skvortsova (1984)
- Trevesia sundaica Miq. (1856)
- Trevesia tomentella Craib (1930)
- Trevesia valida Craib (1930)
- Trevesia vietnamensis J.Wen & P.K.Lôc (2007)

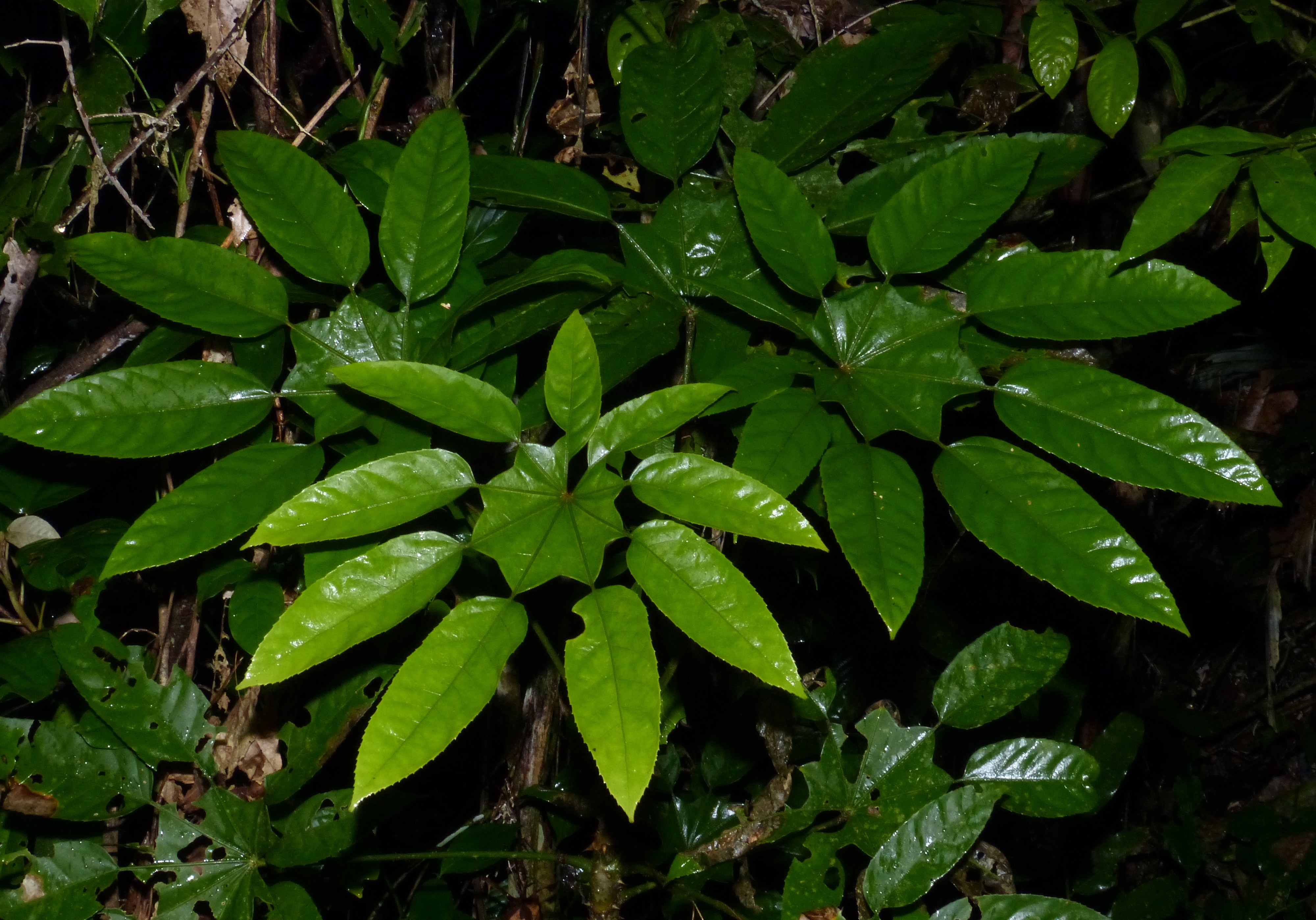
Trevesia burckii.
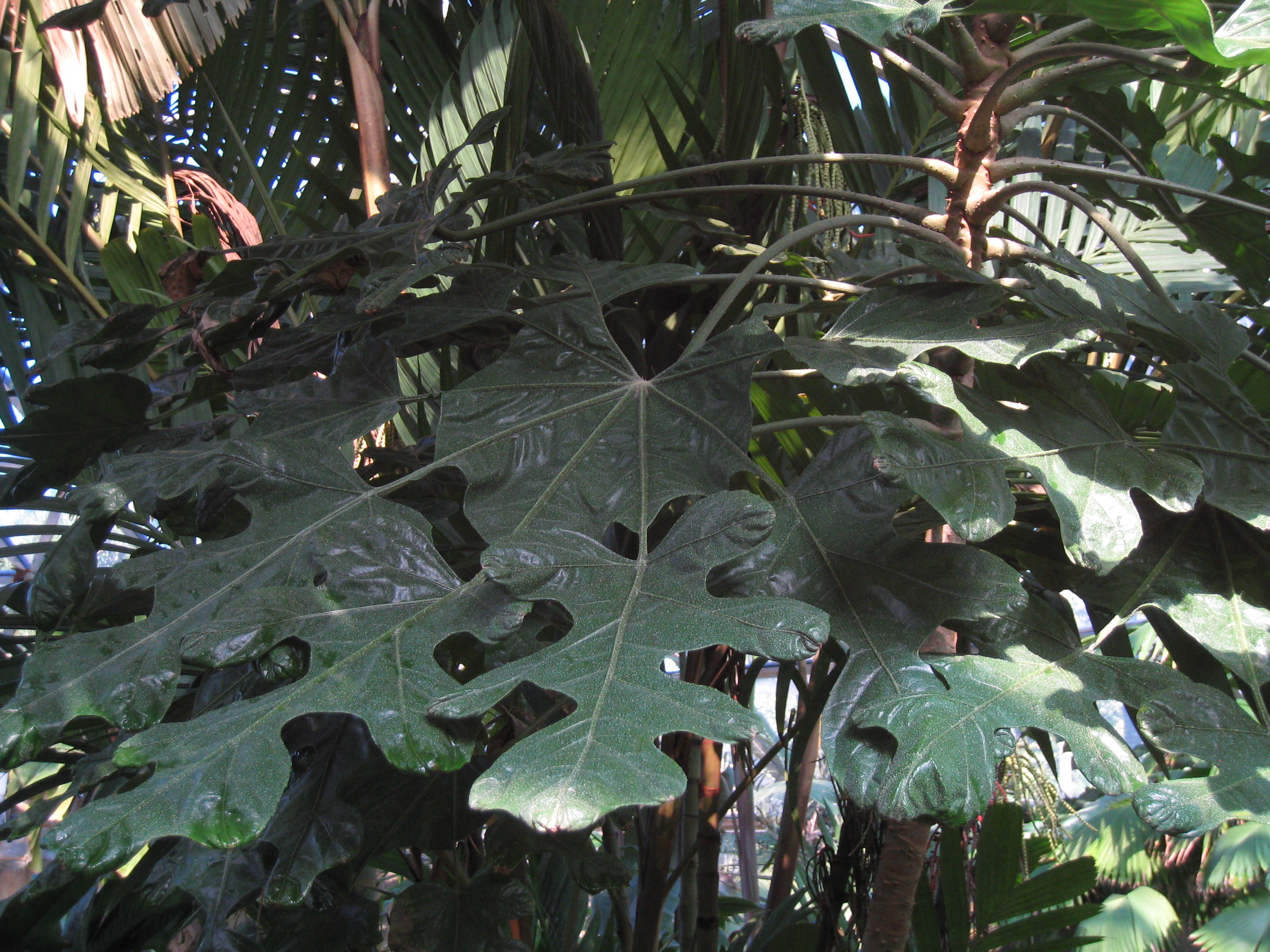
Trevesia palmata.

Selon [réf. nécessaire] :
- Trevesia arborea : Sumatra.
- Trevesia burckii : (syn. Trevesia sundaica) Malaisie
- Trevesia cheirantha Kuntze: Malaisie et Indonésie.
- Trevesia beccarii : Sumatra
- Trevesia eminens : Indonésie et Philippines.
- Trevesia lateospina : Thaïlande
- Trevesia littoralis : Malaisie et Sumatra
- Trevesia moluccana : Mélanésie
- Trevesia novo-guineensis : Nouvelle-Guinée
- Trevesia palmata Vis. : syn. Trevesia insignis
- Trevesia pleiosperma : îles Samoa.
- Trevesia rufo-setosa : Malaisie.
- Trevesia sandwicensis : Hawaii
- Trevesia sphaerocarpa : Vietnam.
- Trevesia tahitensis : îles du Pacifique.
- Trevesia tomentella : Asie du sud- est
- Trevesia valida : Asie du sud- est
- Trevesia zippeliana : Mélanaisie